# Ettore Caporali
Ettore Caporali (Perugia, 17 agosto 1855 – Napoli, 2 luglio 1886) è stato un matematico italiano.

## Biografia
Si iscrisse all'Università di Roma, dove studiò con Giuseppe Battaglini e Luigi Cremona e nel 1875 si laureò in matematica sotto la supervisione dello stesso Cremona. Successivamente si dedicò all'insegnamento medio per alcuni anni. Nel 1878, a soli 23 anni, fu nominato professore straordinario di Geometria Superiore all'Università di Napoli. Nel 1884 diventò professore ordinario. Si suicidò nel 1886 a soli 31 anni, convinto che le sue capacità intellettuali stessero declinando.
Tra i suoi allievi va ricordato Pasquale Del Pezzo.
Scrisse una dozzina di scritti sulla geometria e qualche manoscritto pubblicato postumo. Gli argomenti trattati in questi suoi scritti sono le curve algebriche piane, le superfici di 3º e di 5º ordine, la geometria dello spazio rigato e molte altre cose.
Membro dell'Accademia delle Scienze di Napoli, fu corrispondente dell'Accademia dei Lincei.